# Jantarni rumeni trakar
Jantarni rumeni trakar (znanstveno ime Noctua janthina) je palearktična vrsta sovk.

## Opis
Odrasel metulj ima razpon kril med 34 in 44 mm. Zadnja krila so oranžno-rumena, polovico površine zunanjega dela pa obsega temno rjav do črn trak. Prednja krila so posejana z umetelnim vzorcem in sonekoliko bolj barvita od ostalih sovk. Imajo škrlaten do rjavo vijoličen nadih. Jantarnega rumenega trakarja se od vrste Noctua janthe loči le pri podrobnem pregledu spolnih organov.
Odrasli so aktivni v juliju in avgustu, gosenice pa se prehranjujejo na belem topolu (Populus alba), veliki koprivi (Urtica dioica), navadni trdoleski (Euonymus europaea), puhastolistnem kosteničevju (Lonicera xylosteum) in še nekaterih drugih.